# Anton Friedrich König (Medailleur)
Anton Friedrich König (* 13. Juni 1756 in Berlin; † 2. Januar 1838 ebenda) war ein deutscher Medailleur, Bildhauer und Kupferstecher.

## Leben
König war ein Sohn des Miniaturmalers Anton Friedrich König, des Älteren (1722–1787). Sein Sohn Friedrich Anton König (1794–1844) wurde ebenfalls Medailleur. Er besuchte die Königlich-Preußische Akademie der Künste und mechanischen Wissenschaften in Berlin und war Schüler des Medailleurs Daniel Friedrich Loos. Von 1776 bis 1805 war er in der Königlichen Münze in Breslau als Stempelschneider tätig. 1806 wurde er Nachfolger des verstorbenen Hofmedailleurs Johann Stierle in Berlin. König schuf zahlreiche Medaillen zu berühmten Personen und wichtigen Ereignissen.